# Ennio
Pour plus de détails, voir Fiche technique et Distribution.
Ennio est un documentaire néerlando-sino-nippo-belgo-germano-italien écrit et réalisé par Giuseppe Tornatore, sorti en 2021.

## Synopsis
Depuis 1961 Ennio Morricone a composé près de 500 musiques de film. Ce film retrace sa formation initiale — auprès de son père trompettiste — puis académique et ses activités de pianiste, chef d'orchestre, arrangeur musical et compositeur de musique de film. Le film est accompagné de nombreux extraits de films et de ses musiques, d'entretiens avec des réalisateurs et des musiciens comme Bruce Springsteen ou Joan Baez.

## Fiche technique
Sauf indication contraire, les informations mentionnées dans cette section peuvent être confirmées par la base de données cinématographiques IMDb,  présente dans la section « Liens externes ».
- Titre français : Ennio
- Réalisation et scénario : Giuseppe Tornatore
- Photographie : Giancarlo Leggeri et Fabio Zamarion
- Montage : Massimo Quaglia
- Production : Gabriele Costa, Peter De Maegd, San Fu Maltha et Gianni Russo
- Coproduction : Tom Hameeuw
- Sociétés de production : Piano B Produzioni ; Potemkino, Fu Works, Terras, Gaga, Blossoms Island Pictures, Fonds Eurimages du Conseil de l'Europe et Bridging the Dragon (coproductions)
- Sociétés de distribution : Lucky Red (Italie) ; Le Pacte (France)
- Pays de production :  Italie /  Allemagne /  Belgique /  Chine /  Japon /  Pays-Bas
- Langues originales : anglais, italien
- Format : couleur — 2,35:1
- Genres : documentaire, biographie, musical
- Durée : 156 minutes
- Dates de sortie :
  - Italie : 10 septembre 2021 (Mostra de Venise 2021) ; 17 février 2022 (sortie nationale)
  - Pays-Bas : 21 avril 2022
  - France : 6 juillet 2022
  - Allemagne : 22 décembre 2022
  - Chine : n/a
  - Japon : n/a

## Distribution
- Ennio Morricone : lui-même
- Giuseppe Tornatore : lui-même
- Quentin Tarantino : lui-même
- Clint Eastwood : lui-même
- John Williams : lui-même
- Hans Zimmer : lui-même
- Oliver Stone : lui-même
- Terrence Malick : lui-même
- Dario Argento : lui-même
- Wong Kar-wai : lui-même
- Barry Levinson : lui-même
- Bernardo Bertolucci : lui-même
- Quincy Jones : lui-même
- Bruce Springsteen : lui-même
- James Hetfield : lui-même
- Roland Joffé : lui-même
- Marco Bellocchio : lui-même

## Accueil

### Critique
En France, le site Allociné recense une moyenne des critiques presse de 3,9/5.

### Box-office
Le jour de sa sortie en France, le film réalise 6 827 entrées (dont 1 979 en avant-première), pour 133 copies, se plaçant en troisième position du box-office, derrière Peter van Kant (14 088) et devant le film d'épouvante The Sadness (5 005).

## Distinctions

### Récompenses
- David di Donatello 2022 : meilleur documentaire, meilleur montage, meilleur son et David jeune

### Nomination
- David di Donatello 2022 : meilleur film et meilleur réalisateur

### Sélection
- Mostra de Venise 2021 : hors compétition